# Новоукраїнське (Чернігівський район)
Новоукраї́нське  (Церковище) — село в Україні, у Ріпкинській селищній громаді Чернігівського району Чернігівської області. Населення становить 354 осіб. До 2020 орган місцевого самоврядування — Новоукраїнська сільська рада.

## Історія
12 червня 2020 року, відповідно до розпорядження Кабінету Міністрів України № 730-р «Про визначення адміністративних центрів та затвердження територій територіальних громад Чернігівської області», увійшло до складу Ріпкинської селищної громади.
19 липня 2020 року, в результаті адміністративно - територіальної реформи та ліквідації Ріпкинського району, село увійшло до складу Чернігівського району Чернігівської області.

## Населення

### Мова
Розподіл населення за рідною мовою за даними перепису 2001 року:
| Мова       | Кількість | Відсоток |
| ---------- | --------- | -------- |
| українська | 319       | 90.11%   |
| вірменська | 14        | 3.95%    |
| російська  | 11        | 3.11%    |
| румунська  | 10        | 2.83%    |
| Усього     | 354       | 100%     |

## Господарство
Функціонують:
- Колективне сільськогосподарське підприємство "НОВОУКРАЇНСЬКЕ". Вид діяльності: вирощування зернових культур. [4]
- Селянське (фермерське) господарство "ІРИНА". Вид діяльності: вирощування зернових культур. [5]
- Селянське господарство "РАДУГА". Вид діяльності: вирощування зернових та технічних культур. [6]
- СФГ "КОМЕТА". Вид діяльності: вирощування зернових та технічних культур. [7]
- СФГ "МРІЯ". Вид діяльності: вирощування зернових та технічних культур. [8]

## Освіта
У  селі діє Новоукраїнська ЗОШ І-ІІІ ступенів, розташована за адресою: с.Новоукраїнське, вул.Партизанська, 2 (поштовий індекс - 15071). 